# Peter Pank
Peter Pank és un personatge de còmic creat pel dibuixant Max (Francesc Capdevila) per a la revista El Víbora i que va protagonitzar tres àlbums: Peter Pank (1984), El Licantropunk (1987) i Pankdinista! (1990), tots ells publicats per Ediciones La Cúpula.

## Peter Pank (1984)
El personatge és una paròdia que pren com a punt de referència, més que el Peter Pan original de J. M. Barrie, el de la coneguda pel·lícula de Walt Disney. Els diferents personatges d'aquella pel·lícula són associats al còmic a les tribus urbanes de l'Espanya dels anys vuitanta:
- Els "chicos descarriados" són els punkies: amb tendència a la violència gratuïta i consumidors d'anfetamines.
- Els pirates del capità Garfi són rockers, a les ordres del capità Tupé.
- Els indis són "hippies": consumidors d'haixix i LSD.
- Les sirenes són ninfòmanes.

La trama del primer àlbum comença, com a la pel·lícula de Disney, amb el viatge d'una pre-adolescent i els seus dos germans petits al País de Mai Més (convertit en l'illa de Punkilandia), però al còmic els nins no venen del Londres victorià, sinó dels suburbis d'una ciutat espanyola (possiblement Barcelona). El conflicte es desencadena quan Tupé, cap dels rockers, segrestra a la princesa hippie per poder atrapar a Peter Pank; a partir d'aquí la trama es desmarca completament de la de la pel·lícula, i s'hi troben elements de violència gratuïta, sexe i drogues, tots ells propis del còmic underground. Al final de l'àlbum totes les tribus s'uneixen per linxar el protagonista, encara que un breu epíleg suggereix que la seva història continuarà.
Gràficament, l'àlbum es pot emmarcar dins la tendència coneguda com la línia clara, i està molt influït per l'autor francès Yves Chaland, encara que Max opta a vegades per un altre tipus de dibuix, com al combat entre Peter Pank i Tupé, on parodia el còmic d'aventures La espada salvaje de Conan. Des del punt de vista temàtic, les principals influències de Max en aquesta època són els autors del còmic underground dels Estats Units i, molt especialment, Gilbert Shelton i Robert Crumb.

## El Licantropunk (1987)
Al segon àlbum del personatge, Max segueix desenvolupant la seva visió de les diferents tribus urbanes, però aquesta vegada centra la seva atenció en els sinistres i els skins. La història és un pastitx de diferents obres literàries, cinematogràfiques i de còmic. Comença quan "El Amo" de la imaginària Isla Siniestra ordena ressuscitar a Peter Pank i grava al seu cervell la missió d'eliminar el comte Dràcula. A partir de llavors es succeeixen una sèrie de peripècies -fins i tot una trama paral·lela protagonitzada per Campaneta, que mostra unes fades molt poc habituals- que duran al protagonista a Londres primer, i després, acompanyat per un grup de skins, a Escòcia, on apareixen també els homes llop, en referència a la pel·lícula An American Werewolf in London.
En aquesta obra es poden trobar sovint referències a personatges clàssics del còmic:
- El despatx d'"El Amo" de la Isla Siniestra està presidit per un quadre de Doña Urraca.
- A una altra vinyeta apareix, amb una botella de whisky, el capità Haddock, personatge de Les Aventures de Tintín.
- La primera pàgina de la segona part parodia la coneguda pàgina inicial dels àlbums d'Astèrix, amb un mapa de Gran Bretanya i una lupa que destaca el castell de Dràcula, "un castell poblat per irreductibles fantasmes […] resisteix, encara i sempre a l'invasor".

Són també habituals les referències als personatges de cinema de terror (vampirs, homes llop).
A l'aterratge de Peter Pank a Londres cau sobre l'estàtua de Peter Pan a Kensington Gardens i la destrueix, per després reconstruir-la amb l'aparença del protagonista.
En aquest segon àlbum disminueixen les imatges de sexe explícit, així com les referències a les drogues. El to de la història s'ha endolcit bastant, i a l'aspecte gràfic s'accentua més l'interès de l'autor per la línia clara.
El Licantropunk va obtenir el premi a la millor obra de 1987 al Saló del Còmic de Barcelona de 1988.

## Pankdinista! (1990)
El tercer i darrer àlbum de la sèrie, Pankdinista! mostra una orientació política més definida. El lleu anarquisme que es podia entreveure als àlbums anteriors es fa aquí un element essencial de la història. Peter Pank, mort i ressuscitat al final de la història anterior, torna a Punkilandia i es troba que alguns individus han creat un estat i un exèrcit, han posat doblers en circulació i defensen la propietat privada. Els esmentats individus, d'origen no definit al guió, són anomenats "yuppies" o "pijos", i el seu símbol recurent és el conegut smiley del somriure. El canvi a l'illa ha provocat l'aparició de noves tribus: els hippies rebels s'han convertit en (heavies) i també ha arribat el solitari Freddy, paladí del hip-hop.
Peter es converteix en el líder de totes les tribus rebels. Unes capses amb armes de foc arriben a l'illa i són recollides tant pels “pijos” com pels rebels. La lluita poc després esdevé una autèntica massacre, i el còmic acaba amb una vinyeta esperançadora (encara que podria permetre continuar la sèrie, Max ha declarat en diverses ocasions que no era la seva intenció). 
El guió de l'obra resulta menys imaginatiu i ric en referències que els dels dos àlbums anteriors. A l'apartat gràfic, Max va comptar amb l'ajuda de Gabi per l'entintat de les pàgines. La crítica va opinar en el seu moment que l'acabat era inferior al de Peter Pank i El Licantropunk.
El nom de l'àlbum fa referència a la revolució sandinista de 1979 a Nicaragua, un important referent a la contracultura mencionat, per exemple, al disc Sandinista del grup punk britànic The Clash, o a la cançó Nicaragua sandinista del grup basc Kortatu.

## Interpretacions crítiques
Els teòrics Antonio Altarriba i Remesar inclouen l'obra entre les que denominen "historietes d'aventura de segon grau", encara que com destaca Francesca Lladó, combinada amb "un percentatge de caricatura social i faula fantàstica."